# 鲁道夫·赖歇尔特
鲁道夫·赖歇尔特（德語：Rudolf Reichelt，1890年3月24日—1971年11月26日），德国男子赛艇运动员。他曾代表德国参加1912年夏季奥林匹克运动会赛艇比赛，获得男子八人单桨有舵手铜牌。